# 13 Pułk Dragonów Spadochronowych
13 Pułk Dragonów Spadochronowych (fr. 13e Régiment de Dragons Parachutistes, 13e RDP) – jednostka wojskowa Armée de terre.
W okresie 2002-16 w składzie Brigade des forces spéciales terre przeformowanej 23.6.2016 r. w Commandement des forces spéciales terre, w którym pełnią służbę wraz z pozostałymi siłami specjalnymi Armée de terre.
Zwiadowcy stacjonują w Camp de Souge, Martignas-sur-Jalle. Do 2011 r. rozmieszczeni byli w Dieuze. Zadaniem spadochroniarzy 13 Pułku jest (rozpoznanie specjalne, rozpoznanie osobowe). Zadania tej jednostce wojskowej zlecają m.in. Direction du Renseignement Militaire i Commandement des opérations spéciales. Działania żołnierze pułku prowadzą w środowisku lądowym, z powietrza i na akwenach śródlądowych. Dragoni są przygotowani do prowadzenia rozpoznania poziomu strategicznego, operacyjnego bądź taktycznego. Ta jednostka wojskowa jest wyposażona w wysokiej klasy sprzęt rozpoznawczy oraz łączności wojskowej. Uzbrojeniem 13e RDP są m.in. FN Minimi, HK416 oraz Glock 17.

## Galeria

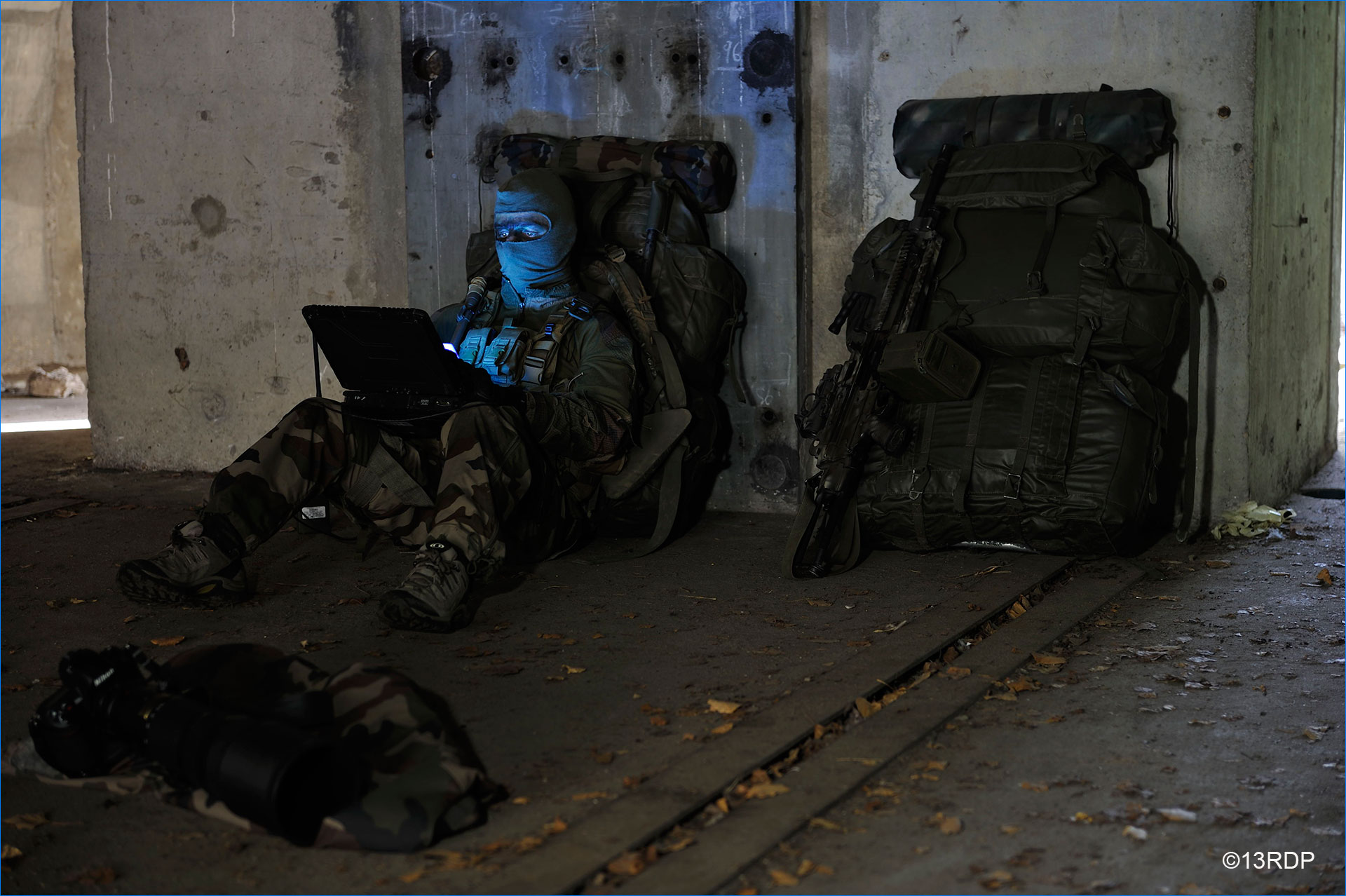
Żołnierz 13e RDP
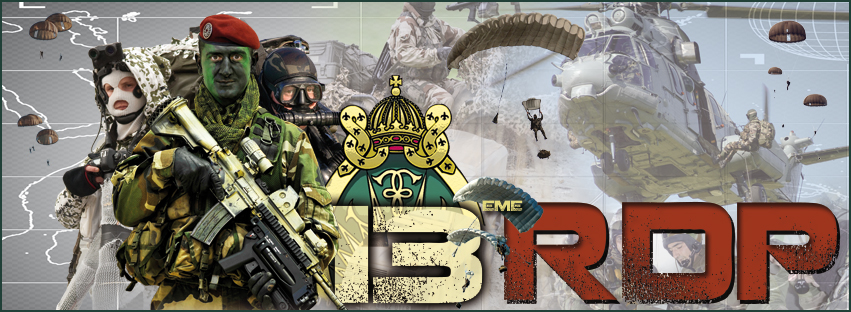
Reklama pułku